# Isola di Dougherty

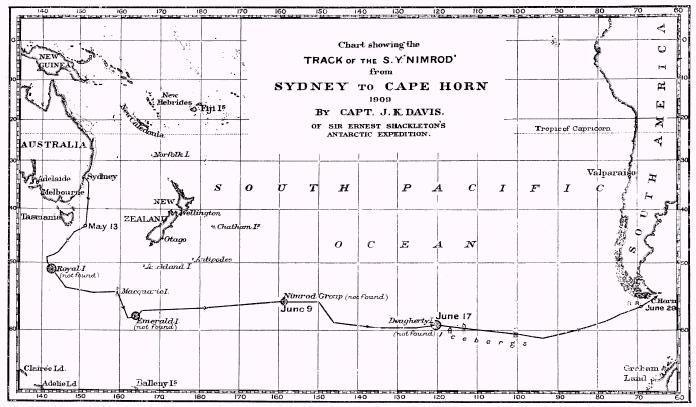
Il viaggio della Nimrod, capitanata da John King Davis, alla ricerca di isole perdute nel sud del Pacifico.

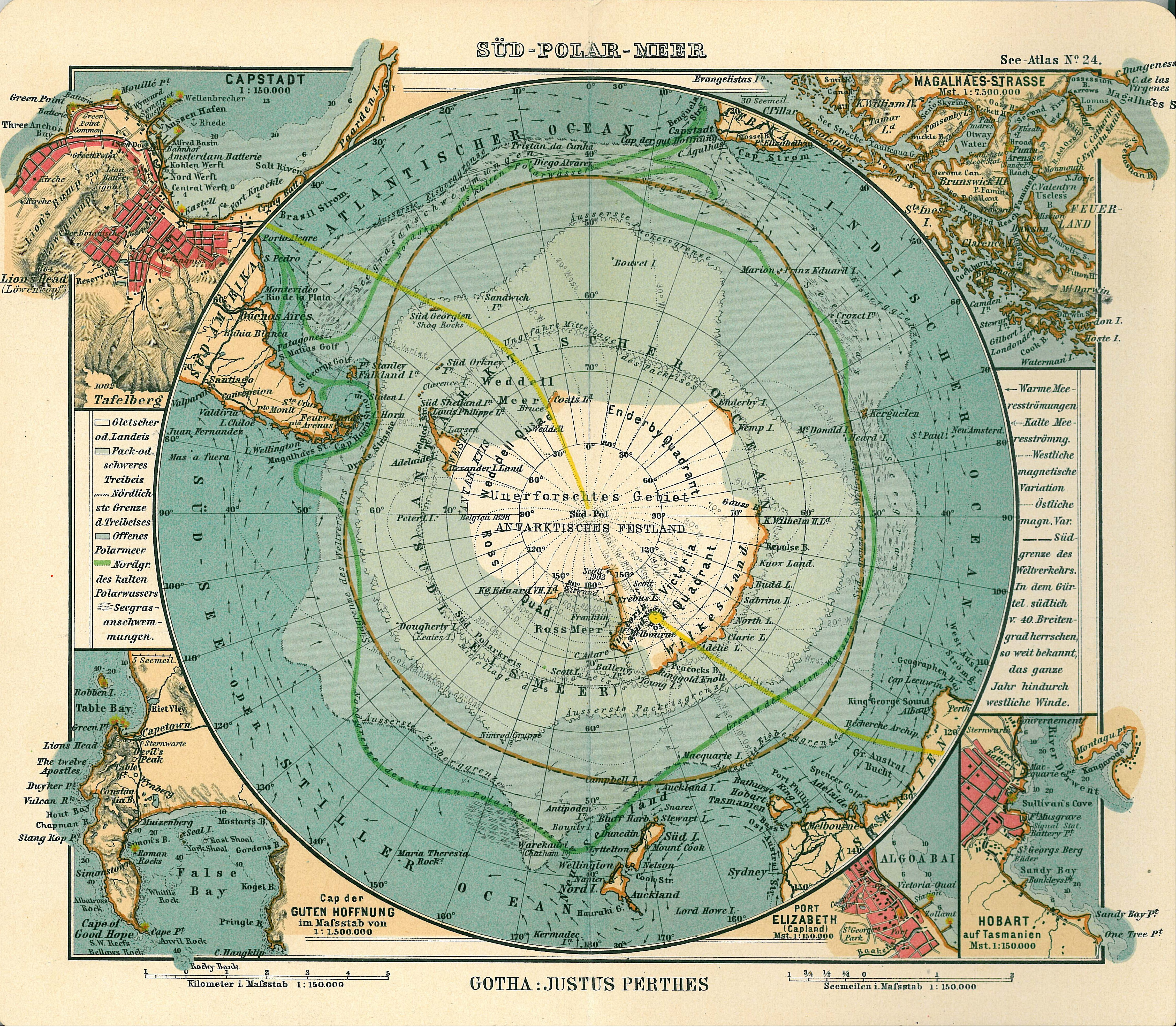
Mappa dell'Antartide in un atlante tedesco del 1906; Dougherty è in basso a sinistra del centro (vicino 60°S, 120°W).

Dougherty è il nome attribuito a un'isola fantasma che si credeva situata nell'estremo sud dell'oceano Pacifico, grossomodo a metà strada tra Capo Horn e la Nuova Zelanda. Deve il nome al capitano Dougherty della James Stewart, una baleniera inglese, che nel 1841 riportò di esservisi imbattuto a 59°20′S 120°20′W. Descrisse un'isola lunga tra gli 8 e i 9,5 chilometri, con un'alta scogliera a nord-est e, al di là di questa, una terra più piatta coperta di neve. La scoperta di Dougherty venne confermata dal capitano Keates della Louise nel 1860, che ne riportò le coordinate a 59°20′S 120°18′W, e dal capitano Stannard della Cingalese nel 1886, che la posizionò a 59°21′S 119°07′W.
Tuttavia, un'approfondita esplorazione della zona tra la fine del XIX e l'inizio del XX secolo stabilì che l'isola non esisteva. Il capitano Davis della Nimrod suggerì come spiegazione più probabile che Dougherty, Keates e Stannard fossero stati tutti ingannati da banchi di nebbia o iceberg (nessuno di loro, dopo tutto, affermò di essere effettivamente approdato sull'isola):
(J. K. Davis, The Heart of the Antarctic)